# Modus vivendi

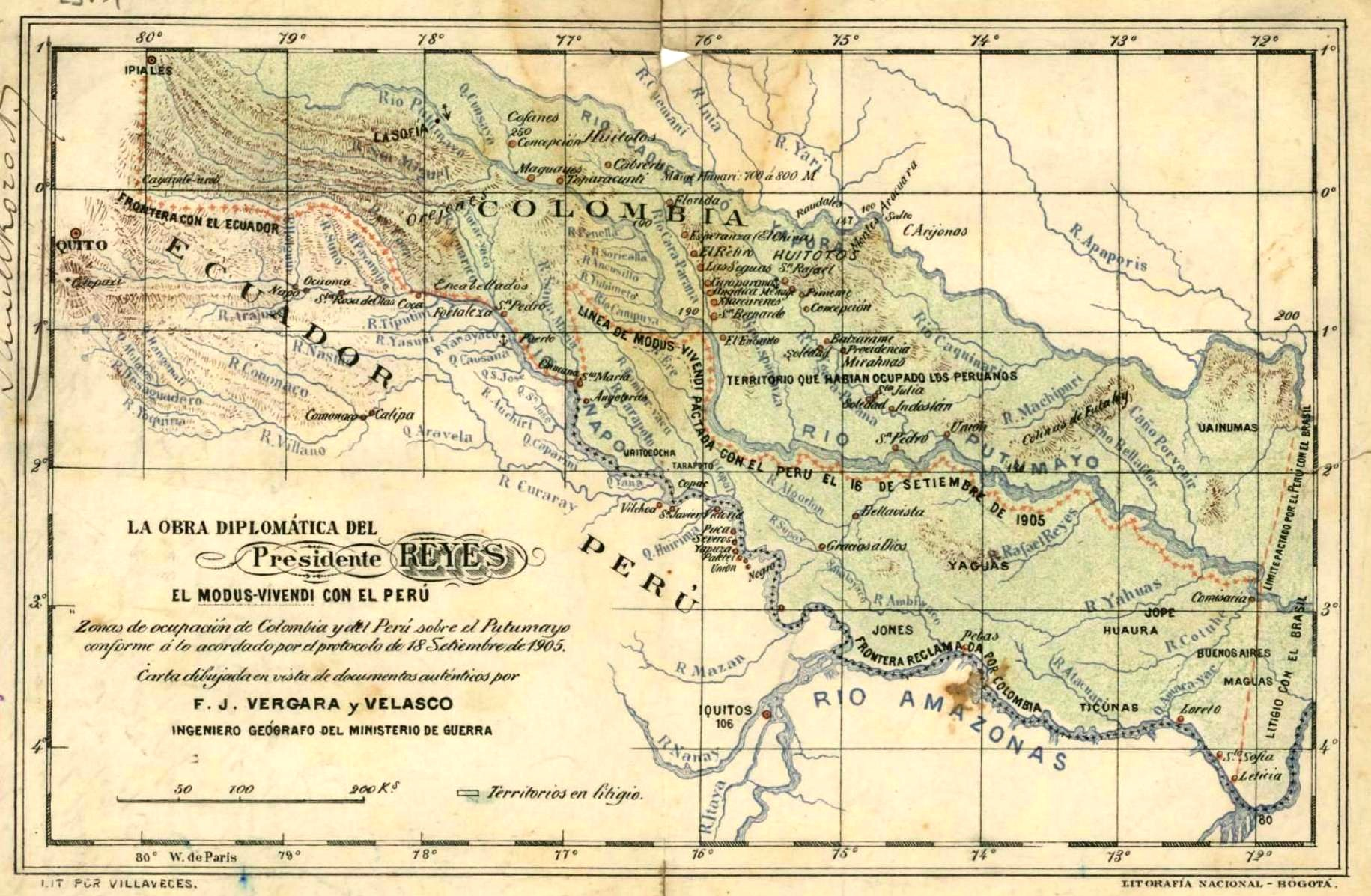
El modus vivendi entre Colombia y Perú sobre las regiones disputadas alrededor del río Putumayo conforme a lo acordado por el protocolo de 18 de septiembre de 1905.

Modus vivendi es una locución latina que significa «modo de vida» o «forma de vida». A menudo se usa para referirse a un arreglo o acuerdo que permite que las partes en un conflicto coexistan en paz. En la ciencia, se usa para describir los estilos de vida.
Modus significa modo, método o manera; vivendi significa vivir o medio de vida. Juntos «manera de vivir». La frase se usa a menudo para describir arreglos informales y temporales en asuntos políticos. Por ejemplo, si dos partes llegan a un modus vivendi con respecto a los territorios en disputa, a pesar de las incompatibilidades políticas, históricas o culturales, se establece una acomodación de sus respectivas diferencias en aras de la contingencia.
En el ámbito diplomático, un modus vivendi es un instrumento para establecer un acuerdo internacional de naturaleza temporal o provisoria, destinado a ser reemplazado por un acuerdo más sustancial y completo, como un tratado. Los armisticios y los instrumentos de rendición están destinados a lograr un modus vivendi.
En el ámbito del idioma español suele designarse genéricamente a la actividad mediante la cual una persona se gana la vida, p. ej: «Su modus vivendi es la pesca».